# 尤利乌斯·雅各布·冯·海瑙

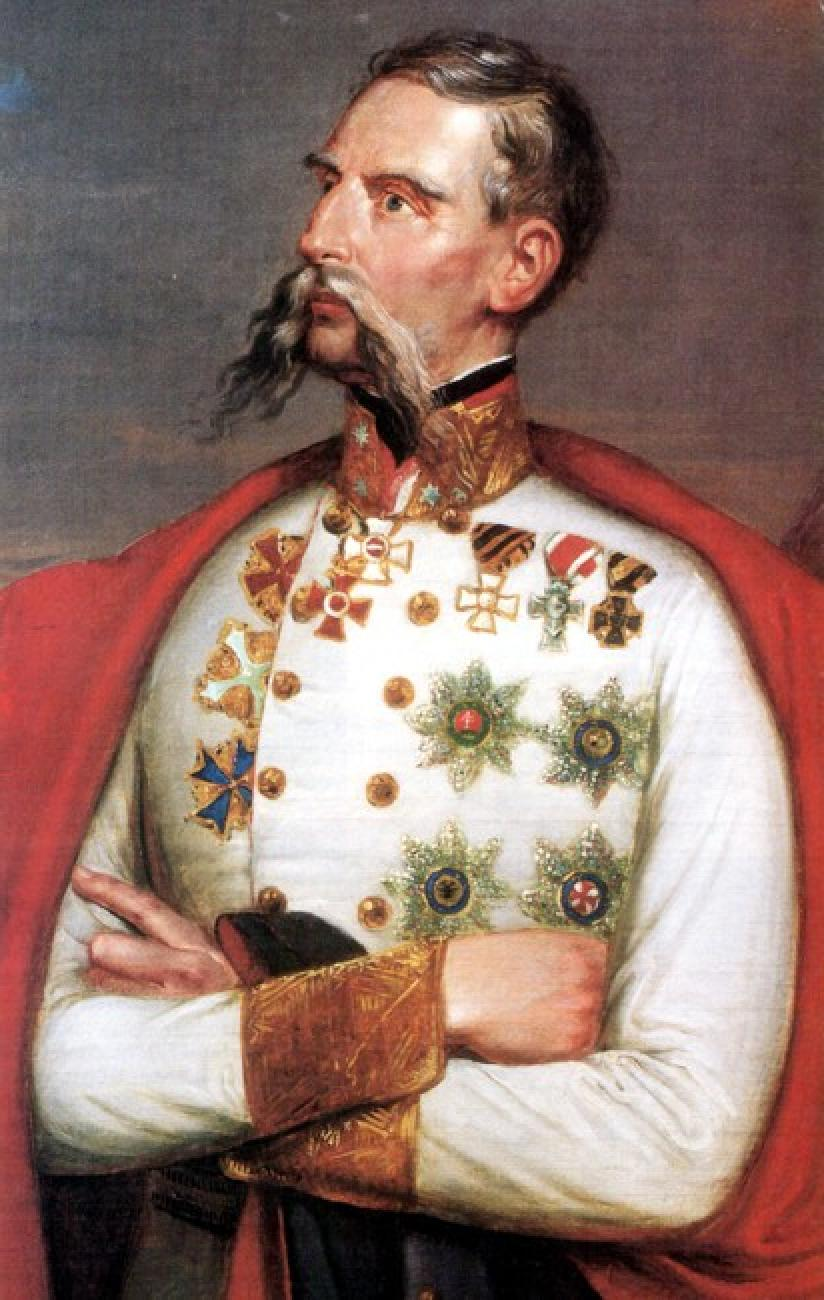
尤利乌斯·雅各布·冯·海瑙

尤利乌斯·雅各布·冯·海瑙（Julius Jakob Freiherr von Haynau，1786年10月14日—1853年3月14日）是一位奥地利将领，曾在1848年及之后于匈牙利、意大利镇压起义。
海瑙脾气暴躁，曾惹恼上级。他支持君主制，因此在19世纪中叶强烈反对革命。
1848年革命在意大利爆发后，海瑙奉命率军前去镇压。他在意大利打了胜仗。在镇压布雷西亚的起义的过程中，海瑙采取了极其严苛的手段，并重罚起义者。起义期间，布雷西亚的一些暴民在医院屠杀了一些奥军伤病员，海瑙后下令进行报复，很多暴民被处决。
1849年6月，海瑙被召唤至维也纳，指挥一支后备军；1848年匈牙利革命期间，他奉命率军前去镇压，最终在俄国干涉军的帮助下赢得了胜利。
在匈牙利，海瑙下令鞭打疑似同情起义者的女性。1849年10月6日，海瑙在阿拉德下令绞死阿拉德十三烈士。